# Túnel de la Rovira
El túnel de la Rovira es un túnel urbano de la ciudad de Barcelona, de 1270 metros de longitud, que atraviesa la colina del "turó de la Rovira".

## Construcción
En 1962, el plan de circulaciones de Barcelona incluyó por primera vez la posibilidad de construir un pequeño túnel de 300 metros por debajo del barrio del Carmelo. El proyecto tomó realmente impulso a finales de los años 60, cuando el Ayuntamiento de la ciudad aprobó un ambicioso proyecto para construir tres túneles que atravesarían la montaña de Collserola: el túnel de Vallvidrera, el túnel del Tibidabo y el túnel de Horta. Para facilitar la conexión de este último con el centro de Barcelona, se proyectó la construcción del túnel de la Rovira, que serviría igualmente para conectar los cinturones de Ronda que se estaban construyendo en la ciudad.
Las obras comenzaron en 1970, y en septiembre de 1971 quedaron conectados los dos segmentos de la galería de avance, a partir de la cual se comenzó a excavar el túnel. El proceso de construcción fue polémico y accidentado: para construir las vías rápidas de acceso al túnel, fue necesario expropiar diversos terrenos, muchos de los cuales habían sido edificados recientemente, lo que afectó a más de 107 propietarios y a una escuela. Los afectados protestaron durante años para reclamar indemnizaciones justas. Las obras también causaron daños y grietas en varias viviendas próximas, que tuvieron que ser desalojadas.
El túnel, construido con el nuevo método austriaco, quedó totalmente perforado el 8 de julio de 1975. Sin embargo, en febrero del año siguiente se paralizaron las obras, debido a la falta de financiación y al abandono del proyecto de construcción del túnel de Horta, que había impulsado la construcción del de la Rovira. Durante más de diez años las galerías del túnel, prácticamente terminadas, permanecieron cerradas.
La vía fue finalmente inaugurada el 20 de mayo de 1987, 17 años después de iniciarse su construcción, aunque por el lado norte los accesos no estaban todavía terminados. La conexión entre el primer y el segundo cinturón de ronda (actualmente Ronda del Mig y Ronda de Dalt) se produjo un año más tarde.

## Características
El túnel transcurre bajo los barrios de Can Baró, El Carmelo y La Font d'en Fargues. La entrada sur se sitúa en el barrio del Baix Guinardó y la entrada norte en la rambla del Carmelo. Consta de tres galerías, de las cuales sólo dos se encuentran operativas, albergando cada una dos carriles de circulación unidireccional. La longitud de las galerías es ligeramente inferior a 1300 metros cada una, y su trazado está formado por curvas de gran radio (superiores a 1000 metros). El ancho varia entre 10 y 14m, el gálibo entre 4,5 y 6,5m. y salva un desnivel de 15m. Se trata de uno de los túneles urbanos excavados más largos de España.
Desde su apertura, se destina exclusivamente al tráfico rodado, quedando prohibido el paso de peatones y vehículos no motorizados. En 2006, esta vía tenía un tráfico aproximado de 27000 vehículos diarios en cada sentido.
El informe de 2006 del programa Euro TAP calificó al túnel como uno de los más deficientes de Europa en cuanto a seguridad, tras lo cual se realizaron obras de reasfaltado y de mejora.

## Transporte público
Poco después de su inauguración, se puso en funcionamiento la línea de autobús n° 401, que comunicaba los dos accesos del túnel. En 1996, esta línea fue substituida por la línea n° 10, que comunica el paseo Marítimo con Montbau, y que atraviesa el túnel de la Rovira. Posteriormente, la línea fue suprimida con la implementación de la Red Ortogonal de Autobuses, dejando paso a la nueva línea V21 (Montbau - Pg. Marítim) para cruzar los túneles, entrada en servicio en 2012, con la primera fase de implementación de la nueva red de autobuses.